# Embalse de Lar
El embalse de Lar (en persa سد لار sad-de lār) se encuentra al pie del monte Damavand, en la provincia de Mazandarán Amol.
El pantano se encuentra a 2440 m de altitud, en el valle del río Lar, que recorre de oeste a este la mitad occidental de los montes Elburz. Tras la presa, el río Lar desciende hasta la población de Polur, a 2200 m de altitud y se une al río Haraz. Este rodea la montaña de Damavand, de 5610 m, y se dirige hacia el norte, en busca del mar Caspio.
La construcción del embalse se hizo para suministrar agua potable a la ciudad de Amol y a la región metropolitana de Teherán, para el regadío y para obtener energía hidroeléctrica.

## La presa
La presa, de materiales sueltos, tiene una altura de 105 m desde los cimientos. En una primera fase se construyó entre 1974 y 1981. El volumen del pantano era de 960 m³. Los problemas empezaron enseguida, ya que las condiciones geológicas del lugar son muy complejas: lava, toba volcánica del monte Damavand, depósitos lacustres y calizas del jurásico y el cretácico. Además, la zona es muy activa tectónicamente. Cuando el embalse empezó a llenarse se descubrió que, debido a la naturaleza del terreno kárstico y de que la toba volcánica se encuentra encima de los aluviones del río Lar, se producían importantes fugas de agua. Se reforzaron los cimientos entre 1983 y 1989, sin éxito. Las pérdidas en 2010 eran de 10 m³/s y nunca se ha podido llenar hasta la mitad de su capacidad.
Entonces se decidió transferir el agua embalsada a las centrales hidroeléctricas de Kalan y Lavark, donde se produce una potencia conjunta de 162,5 MW, a través del túnel de Kalan, de 20 km de longitud y 3 m de diámetro. Después de usarse en las centrales, el agua se envía al embalse de Latyan, a 3 km, que sirve, junto con el embalse de Karaj y numerosos pozos, para proveer de agua potable a.

## El lago
El embalse se encuentra solo a 84 km de Teherán, en el Parque nacional de Lar y bajo el monte Damavand. Eso lo convierte en un lugar turístico muy importante de Irán. Los habitantes de la capital acuden a practicar remo y natación.